# Nicole Questiaux
Nicole Questiaux, née le 19 décembre 1930 à Nantes (Loire-Atlantique), est une haut fonctionnaire et une femme politique française. Elle est ministre de la Solidarité nationale entre 1981 et 1982 sous la première présidence de François Mitterrand.

## Biographie

### Jeunesse et études
Elle étudie à l'université de Paris. 
Diplômée de l'Institut d'études politiques de Paris (promotion 1952, section Service Public), elle y prépare le concours de l'ENA. Elle est admise en 1953 et fait partie de la promotion Albert Thomas. Elle en sort en 1955 dans la botte.

### Parcours professionnel
Elle commence sa carrière au Conseil d'État comme auditrice en 1955. En 1962, elle est la première femme nommée commissaire du gouvernement (aujourd'hui, rapporteur public). Elle conclut dans des affaires célèbres, notamment dans l'affaire dite « des semoules », qui pose le principe selon lequel la conformité d'un texte législatif postérieur à un traité international avec ledit traité n'est pas une question susceptible d'être discutée devant le juge administratif. Elle accède ensuite au grade de conseiller d'État en 1980 et préside la section des travaux publics de 1988 à 1995. Elle est en 1995 remplacée par Dominique Le Vert.
Le sociologue Bruno Latour, qui mène une enquête sur le Conseil d’État dans les années 1980 pour son livre La Fabrique du droit : une ethnographie du Conseil d'État, considère que Nicole Questiaux « est représentative de ceux que l'on peut appeler les virtuoses du droit administratif ».
Elle préside, de 1984 à 1986 la Commission nationale consultative des droits de l'homme, dont elle est toujours membre. 
Elle a également siégé de 1970 à 1982 à la Sous-commission de lutte contre les discriminations placée auprès de la Commission des Droits de l'homme des Nations unies, où elle a présidé le premier groupe de travail chargé d'examiner les plaintes individuelles au titre de la Résolution 1503 du Conseil économique et social.

### Parcours politique
Elle participe à l'unification de la gauche non communiste dans les années 1960 et préside la délégation pour l’unité des socialistes, regroupant le Nouveau Parti socialiste, la CIR et d'autres clubs. À ce titre, elle participe au congrès d'Épinay et est l'une des premières personnalités à prendre la parole. Elle rejoint par la suite le CERES et est proche de Jean-Pierre Chevènement.
Après la victoire de François Mitterrand à l'élection présidentielle, elle est nommée ministre de la Solidarité nationale, avec le titre de ministre d'État, dans le premier gouvernement de Pierre Mauroy en mai 1981. Élue quelques jours plus tard députée socialiste de Paris, elle est confirmée à son ministère dans le deuxième gouvernement Mauroy, perdant cependant son titre de ministre d'État, et ne siège donc pas à l'Assemblée. 
Elle quitte le gouvernement le 29 juin 1982, remplacée par Pierre Bérégovoy.

## Synthèse des résultats électoraux

### Élections législatives
| Année | Parti        | Parti | Circonscription | 1er tour | 1er tour | 1er tour | 2d tour | 2d tour | 2d tour | Issue    |
| Année | Parti        | Parti | Circonscription | Voix     | %        | Rang     | Voix    | %       | Rang    | Issue    |
| ----- | ------------ | ----- | --------------- | -------- | -------- | -------- | ------- | ------- | ------- | -------- |
| 1978  |              | PS    | 5e des Yvelines | 8 203    | 15,72    | 4e       |         |         |         | Éliminée |
| 1981  | 13e de Paris | PS    | 10 897          | 36,39    | 1re      | 18 410   | 61,98   | 1re     | Élue    |          |